# Olympische Sommerspiele 2004/Teilnehmer (Laos)
| Gelbes Symbol für Goldmedaillen mit stilisierten Olympischen Ringen | Graues Symbol für Silbermedaillen mit stilisierten Olympischen Ringen | Braundes Symbol für Bronzemedaillen mit stilisierten Olympischen Ringen |
| ------------------------------------------------------------------- | --------------------------------------------------------------------- | ----------------------------------------------------------------------- |
| —                                                                   | —                                                                     | —                                                                       |

Laos nahm an den Olympischen Sommerspielen 2004 in Athen, Griechenland, mit einer Delegation von fünf Sportlern (drei Männer und zwei Frauen) teil.

## Teilnehmer nach Sportarten

### Bogenschießen
- Phoutlamphay Thiamphasone
Einzel: 64. Platz

### Leichtathletik
- Chamleunesouk Ao-Oudomphonh
100 Meter: Vorläufe

- Philaylack Sackpraseuth
Frauen, 100 Meter: Vorläufe

### Schwimmen
- Bounthanom Vongphachanh
50 Meter Freistil: 77. Platz

- Vilayphone Vongphachanh
Frauen, 50 Meter Freistil: 73. Platz